# Régression (rhétorique)
Pour les articles homonymes, voir Régression.
La régression, ou réversion (substantifs féminins), du latin reversio (« retour en arrière, réapparition »), est une figure de style qui consiste en une reprise, dans le cours de la phrase, des mots employés afin de les placer dans un ordre inverse. Les mêmes mots sont donc réemployés, dans deux structures dites croisées. On peut la schématiser ainsi : A_____B, B_____A.
Elle est très proche du chiasme et du parallélisme.

## Exemples
- « Villes du futur, futur des villes » (Titre d’un livre de Jean-Pierre Sueur)
- « Craindre quand on doit se flatter Et se flatter quand on doit craindre; .... Voilà ce qu'on se plaint de sentir quand on aime, Et de ne plus sentir quand on cesse d'aimer. » (Adélaïde Dufrénoy)

Le trône en échafaud et l'échafaud en trône
— Victor Hugo
Qu’on parle mal ou bien du fameux cardinal

Ma prose ni mes vers n’en diront jamais rien ;

Il m’a trop fait de bien pour en dire du mal ;

Il m’a trop fait de mal pour en dire du bien.
— Pierre Corneille
Pauvre Didon, où t’a réduite

De tes maris le triste sort ?

L’un, en mourant, causa ta fuite ;

L’autre, en fuyant, causa ta mort.
— Ausone, épigramme sur les deux maris de Didon

## Définition

### Définition linguistique
La régression s'apparente à une répétition dite antiparallèle comme dans l'exemple de Massillon « Ne faisons pas du salut un vain projet, mais faisons de tous nos projets la voie de notre salut. ».
Pour Beauzée dans son Encyclopédie, la régression appartient à la classe des antimétaboles.

### Définition stylistique
L'effet visé est une impression de solennité. La régression permet de mettre en relief un mot en clôturant le syntagme sur lui-même ; comme la redondance elle donne une impression de complétude.

### Genres concernés
La régression s'utilise dans tous les genres littéraires, et en particulier dans les aphorismes où elle renforce la dimension gnomique.
La publicité en utilise souvent les ressources pour donner du relief aux mots repris.

## Historique de la notion
Le procédé de reprise du même mot ou de même syntagme en début et en fin de phrase est nommé régression par les abbés Batteux et Mallet, réversion par Charbuy.

### Figures proches
- Figure "mère": répétition, antimétabole
- Figures "filles":  aucune

- Paronymes: régression (sens psychanalytique)
- Synonymes: anaphore, parallélisme, chiasme, redondance